# Apoteoza

Ingres, Apoteoza Homera, 1827

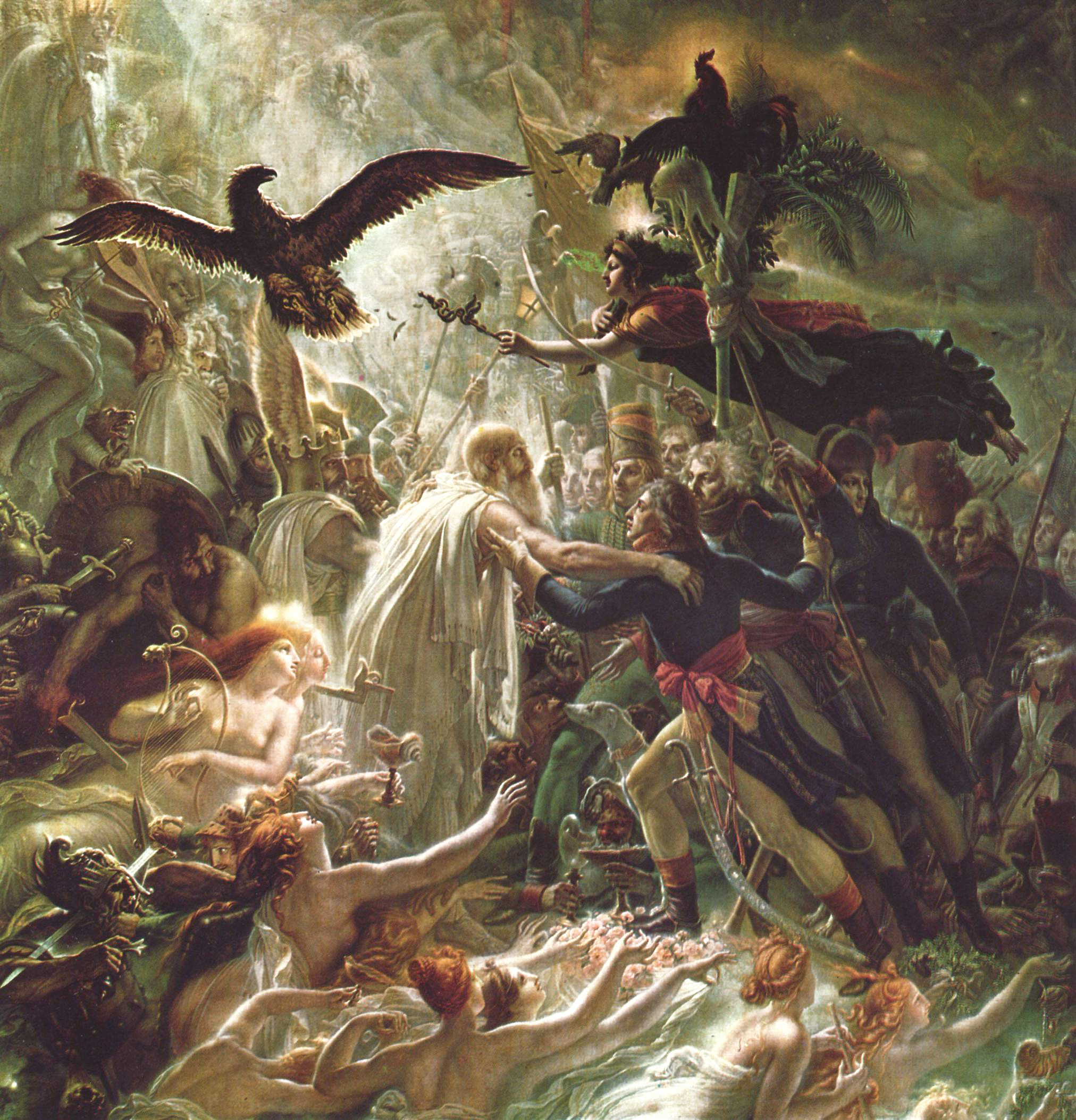
Anne-Louis Girodet de Roussy-Trioson, Apoteoza francuskich bohaterów poległych za ojczyznę w czasie wojny o Wolność, pocz. XIX w.

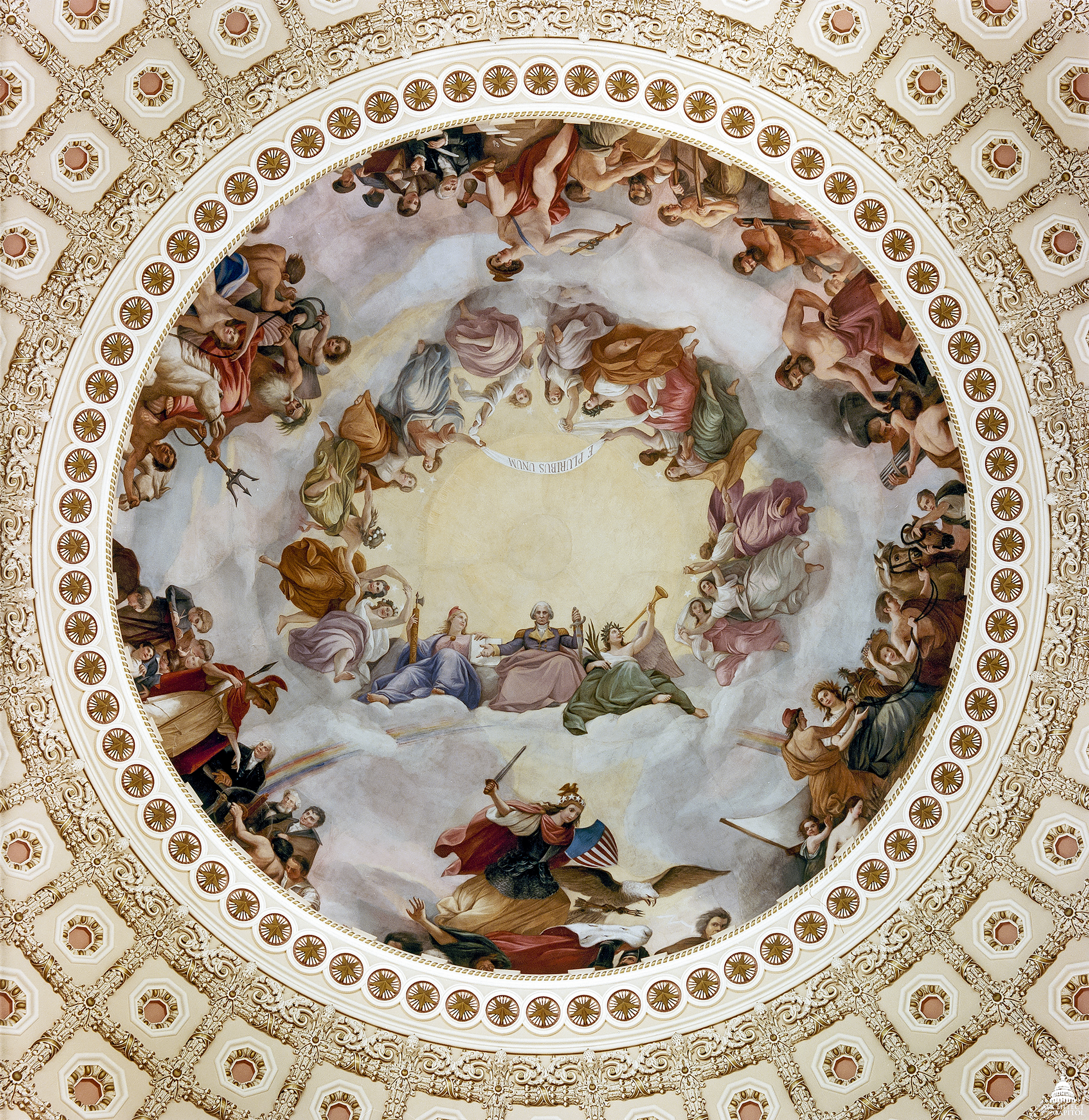
Apoteoza Waszyngtona

Apoteoza (stgr. ἀποθέωσις – ubóstwienie) – pochwała osób, rzeczy, wydarzeń, idei bądź wartości (np. apoteoza życia, bohaterstwa, religijna), osądzenie istoty ludzkiej jako idealnej, godnej dokonanych czynów (np. bohaterstwo Polaków).

## Sztuka
W sztukach plastycznych, muzyce i literaturze apoteoza przybiera formę gloryfikującego przedstawienia.
Temat wyniesienia człowieka do rzędu bogów przejęty został ze starożytnego Wschodu, gdzie apoteozowano hellenistycznych władców z dynastii Seleucydów (312–64 p.n.e.), Ptolemeuszów (323–30 p.n.e.) i cesarzy rzymskich. Najpełniej rozwinął się w sztuce starożytnego Rzymu, przyjmując nazwę consecratio.
Szczególnego znaczenia apoteoza nabrała w nowożytnej sztuce dworskiej (zwłaszcza w baroku) w alegorycznych przedstawieniach świętych oraz władców.

## Znaczenie historyczne
W kontekście religijno-historycznym oznacza zmianę „stanu” duszy (bądź też duszy i ciała), podczas której normalni śmiertelnicy stają się nieśmiertelni. Przykładem może być Utnapisztim.

## Literatura
- Paul Zanker, Apoteoza cesarzy rzymskich: rytuał i przestrzeń miejska, Poznań 2005